# شيرزود شاكيروف
شيرزود شاكيروف (18 نوفمبر 1990) لاعب كرة قدم قيرغيزستاني يلعب حاليا لصالح نادي الدرجة الأولى الحالة البحريني في مركز قلب الدفاع من 2016.

## الإنجازات

### ألاي أوش
- الدرجة الأولى (1): 2013
- كأس قرغيزستان (1): 2013

## روابط خارجية
- شيرزود شاكيروف على موقع ناشيونال فوتبول تيمز (الإنجليزية)
- شيرزود شاكيروف على موقع Soccerway.com (الإنجليزية)